# Eyvind Alnæs
Eyvind Alnæs (Fredrikstad, 29 aprile 1872 – Oslo, 24 dicembre 1932) è stato un musicista norvegese tardoromantico.
Alnæs studiò dapprima a Oslo, poi a Lipsia con Carl Reinecke e, dopo la sua prima sinfonia, nel 1896, a Berlino insieme a Julius Ruthardt.
Dal 1895 al 1907 Alnæs servì come organista a Drammen e per molti anni fu organista e direttore di coro in molte città norvegesi.
Alnæs scriveva musiche in stile tardoromantico; la sua produzione contiene due sinfonie, un concerto per pianoforte, dei preludi corali per organo, varie composizioni per coro, e vari lieder (in norvegese, romanser).

## Discografia
Numerose musiche di Alnæs sono state registrare da Kirsten Flagstad e Fëdor Šaljapin. Nel 2007, fu incisa la prima registrazione del suo Concerto per pianoforte in re maggiore, op. 27; con Piers Lane al pianoforte e la Bergen Philharmonic Orchestra.  Nel 2010, la prima registrazione delle sue due sinfonie - n.1 in do minore, Op.7 and n.2 in re maggiore, Op. 43 - è stata incisa dalla Latvian National Symphony Orchestra diretta da Terje Mikkelsen.